# Ap'rili (film 2024)
Ap'rili è un film del 2024 diretto da Dea K'ulumbegashvili.

## Trama
Nina è un'ostetrica e ginecologa presso un ospedale di provincia in Georgia. Dopo la morte di un neonato durante il parto, la sua reputazione professionale e morale viene messa a dura prova, mentre voci l'accusano di aver praticato aborti clandestini.

## Promozione
La prima clip del film è stata diffusa online da Deadline.com il 3 settembre 2024.

## Distribuzione
Il film è stato presentato in anteprima alla 81ª Mostra internazionale d'arte cinematografica di Venezia il 5 settembre 2024.

## Riconoscimenti
- 2024 - Mostra internazionale d'arte cinematografica di Venezia
  - Premio speciale della giuria
  - In concorso per il Leone d'oro
- 2024 – European Film Awards[2][3]
  - Candidatura per l'University Film Award